# Zona afotica
La zona afotica è una porzione di un oceano (o di un lago) non esposta alla luce solare per via della profondità dell'acqua che non permette la penetrazione della radiazione luminosa. In questa zona non si incontra altra luce se non quella prodotta tramite bioluminescenza.
La profondità della zona afotica può variare di molto in base alla torbidità dell'acqua e al periodo dell'anno. Questa zona si trova direttamente al di sotto della zona fotica, la porzione di mare direttamente illuminata dal sole.
La profondità considerata come limite tra la zona fotica e quella afotica si pone attorno ai 100 e i 200 metri di profondità: anche se a tali profondità la luce è ancora sufficiente per vedere non lo è più per la fotosintesi (talvolta questa zona viene definita come zona disfotica) però molti degli organismi che abitano in questa zona sopravvivono grazie al materiale organico che cade dall'alto, le profondità oceaniche ospitano ecosistemi particolari, in grado di ricavare energia dalle sorgenti idrotermali sottomarine senza l'aiuto della luce. Dai 1000 metri circa di profondità invece la mancanza di luce è totale.
La sua temperatura varia da 0 a 6 °C. Le creature che vi vivono sono quelle tipicamente abissali, come i Saccopharyngiformes, i calamari giganti e il calamaro vampiro.